# سیارک ۱۰۷۸۷
سیارک ۱۰۷۸۷ (به انگلیسی: 10787 Ottoburkard، نامگذاری:1991TL3) ده هزار و هفتصد و هشتاد و هفتمین سیارک کشف شده‌است که در ۴ اکتبر ۱۹۹۱ کشف شد.
قدر مطلق سیارک برابر ۱۴٫۰۰ است.